# Pohár vítězů pohárů 1972/1973
Sezóna 1972/73 Poháru vítězů pohárů byla 13. ročníkem tohoto poháru. Vítězem se stal tým AC Milán.

## První kolo
| Tým #1                  | Celk.    | Tým #2           | 1. zápas | 2. zápas |
| ----------------------- | -------- | ---------------- | -------- | -------- |
| SEC Bastia              | 1 - 2    | Atlético Madrid  | 0 - 0    | 1 - 2    |
| FK Spartak Moskva       | 1 - 0    | FC Den Haag      | 1 - 0    | 0 - 0    |
| Víkingur Reykjavík      | 0 - 11   | Legia Warszawa   | 0 - 2    | 0 - 9    |
| FA Red Boys Differdange | 1 - 7    | AC Milán         | 0 - 1    | 1 - 6    |
| Pezoporikos Larnaka     | 2 - 6    | Cork Hibernians  | 1 - 2    | 1 - 4    |
| FC Schalke 04           | 5 - 2    | PFK Slavia Sofia | 2 - 1    | 3 - 1    |
| Floriana                | 1 - 6    | Ferencvárosi TC  | 1 - 0    | 0 - 6    |
| Standard Liège          | 3 - 4    | AC Sparta Praha  | 1 - 0    | 2 - 4    |
| FC Carl Zeiss Jena      | 8 - 4    | MP               | 6 - 1    | 2 - 3    |
| MKE Ankaragücü          | 1 - 2    | Leeds United AFC | 1 - 1    | 0 - 1    |
| SK Rapid Vídeň          | 2(v) - 2 | PAOK FC          | 0 - 0    | 2 - 2    |
| Rapid Bukurešť          | 3 - 1    | Landskrona BoIS  | 3 - 0    | 0 - 1    |
| Sporting CP             | 3 - 7    | Hibernian FC     | 2 - 1    | 1 - 6    |
| Fremad Amager           | 1 - 1(v) | KS Besa Kavajë   | 1 - 1    | 0 - 0    |
| FC Zürich               | 2 - 3    | Wrexham AFC      | 1 - 1    | 1 - 2    |
| HNK Hajduk Split        | 2 - 0    | Fredrikstad FK   | 1 - 0    | 1 - 0    |

## Druhé kolo
| Tým #1             | Celk.    | Tým #2            | 1. zápas | 2. zápas      |
| ------------------ | -------- | ----------------- | -------- | ------------- |
| Atlético Madrid    | 5 - 5(v) | FK Spartak Moskva | 3 - 4    | 2 - 1         |
| Legia Warszawa     | 2 - 3    | AC Milán          | 1 - 1    | 1 - 2(prodl.) |
| Cork Hibernians    | 0 - 3    | FC Schalke 04     | 0 - 0    | 0 - 3         |
| Ferencvárosi TC    | 3 - 4    | AC Sparta Praha   | 2 - 0    | 1 - 4         |
| FC Carl Zeiss Jena | 0 - 2    | Leeds United AFC  | 0 - 0    | 0 - 2         |
| SK Rapid Wien      | 2 - 4    | Rapid Bukurešť    | 1 - 1    | 1 - 3         |
| Hibernian FC       | 8 - 2    | KS Besa Kavajë    | 7 - 1    | 1 - 1         |
| Wrexham FC         | 3 - 3(v) | HNK Hajduk Split  | 3 - 1    | 0 - 2         |

## Čtvrtfinále
| Tým #1            | Celk. | Tým #2           | 1. zápas | 2. zápas |
| ----------------- | ----- | ---------------- | -------- | -------- |
| FK Spartak Moskva | 1 - 2 | AC Milán         | 0 - 1    | 1 - 1    |
| FC Schalke 04     | 2 - 4 | AC Sparta Praha  | 2 - 1    | 0 - 3    |
| Leeds United AFC  | 8 - 1 | Rapid Bukurešť   | 5 - 0    | 3 - 1    |
| Hibernian FC      | 4 - 5 | HNK Hajduk Split | 4 - 2    | 0 - 3    |

## Semifinále
| Tým #1           | Celk. | Tým #2           | 1. zápas | 2. zápas |
| ---------------- | ----- | ---------------- | -------- | -------- |
| AC Milán         | 2 - 0 | AC Sparta Praha  | 1 - 0    | 1 - 0    |
| Leeds United AFC | 1 - 0 | HNK Hajduk Split | 1 - 0    | 0 - 0    |

## Finále
| 16. května 1973     |       |                  |                                                                               |
| AC Milán            | 1 – 0 | Leeds United AFC | Kaftanzoglio Stadium, Soluň diváci: 40 154 rozhodčí: Christos Michas (Greece) |
| Luciano Chiarugi 4' |       |                  | Kaftanzoglio Stadium, Soluň diváci: 40 154 rozhodčí: Christos Michas (Greece) |

## Vítěz
| Pohár vítězů pohárů 1972/73 AC Milán Villiam Vecchi, Maurizio Turone, Roberto Rosato, Giulio Zignoli, Giuseppe Sabadini, Angelo Anquilletti, Romeo Benetti, Alberto Bigon, Riccardo Sogliano, Gianni Rivera , Luciano Chiarugi, Dario Dolci Trenér: Nereo Rocco |